# Kanton Épinal-1
Der Kanton Épinal-1 ist seit 2015 ein französischer Wahlkreis im Arrondissement Épinal für die Wahl des Départementrats des französischen Départements Vosges in der Region Grand Est; sein Bureau centralisateur befindet sich in Épinal.

## Geschichte
Der Kanton entstand bei der Neueinteilung der französischen Kantone im Jahr 2015. Seine Gemeinden kommen aus den Kantonen Épinal-Ouest (5 Gemeinden) und Épinal-Est (2 Gemeinden) und den Stadtteilen der Stadt Épinal am linken Ufer der Mosel.

## Lage
Der Kanton liegt im Zentrum des Départements.

## Gemeinden
Der Kanton besteht aus acht Gemeinden und Gemeindeteilen mit insgesamt 22.217 Einwohnern (Stand: 1. Januar 2022) auf einer Gesamtfläche von 76,69 km²:
| Gemeinde        | Einwohner 1. Januar 2022 | Fläche km² | Dichte Einw./km² | Code INSEE | Postleitzahl |
| --------------- | ------------------------ | ---------- | ---------------- | ---------- | ------------ |
| Arches          | 1.614                    | 17,50      | 92               | 88011      | 88380        |
| Chantraine      | 3.201                    | 6,20       | 516              | 88087      | 88000        |
| Chaumousey      | 913                      | 8,71       | 105              | 88098      | 88390        |
| Dinozé          | 652                      | 2,89       | 226              | 88134      | 88000        |
| Épinal          | 12.985                   | 19,38      | 670              | 88160      | 88000        |
| Les Forges      | 1.779                    | 7,14       | 249              | 88178      | 88390        |
| Renauvoid       | 120                      | 9,36       | 13               | 88388      | 88390        |
| Sanchey         | 953                      | 5,51       | 173              | 88439      | 88390        |
| Kanton Épinal-1 | 22.217                   | 76,69      | 290              | 8805       | –            |

1. ↑   Nur der südwestliche Teil der Gemeinde, der Rest gehört zum Kanton Épinal-2.

## Politik
| Vertreter im conseil général des Départements | Vertreter im conseil général des Départements | Vertreter im conseil général des Départements |
| Amtszeit                                      | Name                                          | Partei                                        |
| --------------------------------------------- | --------------------------------------------- | --------------------------------------------- |
| 2015–2021                                     | Ghislaine Jeandel-Ballongue Romain Patenay    | LR DVD                                        |
| 2021–                                         | Ghislaine Jeandel-Jeanpierre Romain Patenay   | LR DVD                                        |